# Kadibogaz
Kadibogaz (bułg. Кадъбоаз, Kadyboaz; Белоградчишки проход, Bełogradcziszki prochod; serb. Кадибогаз) – niska przełęcz w zachodniej Starej Płaninie, między górami Babin nos i Swetonikołską, łącząca Bułgarię i Serbię. Znajduje się między wsiami Sałasz (gmina Bełogradczik, obwód Widyń, Bułgaria) i Novo Korito (gmina Knjaževac, okręg zajeczarski, Serbia).
Jej wysokość wynosi 580, a długość drogi przez przełęcz – około 6 kilometrów.
Przełęcz jest łatwa do przejścia i była intensywnie używana w starożytności i kolejnych epokach.